# 帕辛萊爾
帕辛萊爾是土耳其的城鎮，位於首府埃爾祖魯姆以東40公里阿拉斯河畔，由埃爾祖魯姆省負責管轄，面積1,257平方公里，海拔高度1,692米，2008年人口14,762。

## 外部連結
- "Pasinler Thermal Resort" Turkish Ministry of Culture and Tourism
- Map of Pasinler area （页面存档备份，存于） from MapWizard
- Map of Pasinler area from Bugday TaTuTa
- MSN Map[永久]

39°58′47″N 41°40′32″E / 39.97972°N 41.67556°E